# Walenty Mróz
Walenty Mróz (ur. 1889 w Woli Rzędzińskiej, zm. 1968 w Tarnowie) – proboszcz w Porębie Radlnej i Tymowej, kapelan 201 Pułku Szwoleżerów, uczestnik bitwy warszawskiej, major Wojska Polskiego.

## Życiorys
Po ukończeniu Gimnazjum wstąpił do Wyższego Seminarium Duchownego w Tarnowie. Po święceniach jako wikariusz został skierowany do parafii w Ryglicach, ale w czasie I wojny światowej, od września 1914 do sierpnia 1916 przebywał w Rosji. Pobyt ten był prawdopodobnie jakąś formą represji. Na zesłaniu nawiązał kontakty ze znajdującymi się tam rodzinami niemieckimi.
Po powrocie z zesłania był jeszcze wikariuszem w parafii w Krościenku, ale w czasie wojny polsko-bolszewickiej został zmobilizowany i przydzielony od 1 sierpnia 1920 do 201 pułku kawalerii. Był to naprędce organizowany, wobec ogromnych niedostatków na froncie, pułk zapasowy, który po zakończeniu działań wojennych został przemianowany na 3 Pułk Szwoleżerów im. Jana Hipolita Kozietulskiego. Ks. Mróz, będąc kapelanem tego pułku, brał udział w bitwie warszawskiej, m.in. w bojach pod Nieporętem, Ćwiklinem i Baboszewem.
Po zakończeniu wojny został zdemobilizowany, ale wpisany do ewidencji kapelanów rezerwy. Od lipca 1921 ponownie pracował jako wikariusz w diecezji tarnowskiej, kolejno w parafiach Lisia Góra, Łukowa i Przydonica. W 1929 został mianowany proboszczem w Porębie Radlnej. Tam przeżył niemiecką okupację. Ukrywał Żydów, przechowywał odbiornik radiowy, w tajemnicy przed okupantem wywiózł do lasu i schował organy, uchronił przed grabieżą dzwony, które Niemcy masowo rekwirowali. Gdy na plebanię przyjechało gestapo, okazało się, że ksiądz biegle mówi po niemiecku i ma listy od niemieckich rodzin, z którymi od wielu lat korespondował, co uchroniło go przed aresztowaniem.
W latach 1949-1951 ks. Mróz był administratorem parafii w Bielczy. W 1951 został proboszczem w Tymowej. W 1958, gdy komunistyczna władza zaczęła znów usuwać z przestrzeni publicznej symbole religijne, Walenty Mróz z całą stanowczością bronił krzyży, co skrupulatnie odnotowano w esbeckich raportach. Z probostwa w Tymowej ks. Mróz zrezygnował w 1964 i został przeniesiony do Domu Księży Emerytów w Tarnowie, gdzie zmarł 4 lata później. Został pochowany na cmentarzu parafialnym w Woli Rzędzińskiej.
O zasługach ks. Walentego Mroza świadczy tablica pamiątkowa w kościele w Porębie Radlnej. Jest także patronem szkoły podstawowej w Łękawce. W 2024 został pośmiertnie awansowany do stopnia majora.